# جشنواره بین‌المللی فیلم ملبورن
جشنواره بین‌المللی فیلم ملبورن (به انگلیسی: Melbourne International Film Festival) (MIFF) یک جشنواره سالانه فیلم است که به مدت سه هفته در ملبورن برگزار می‌شود. این فستیوال در سال ۱۹۵۲ تأسیس شد و یکی از قدیمی‌ترین جشنواره‌های فیلم در جهان است. این جشنواره بیش از ۳۵۰ فیلم از استرالیا و سایر نقاط جهان را در بخش فیلم‌های بلند، مستند و فیلم کوتاه به نمایش می‌گذارد. این جشنواره همچنین شامل جلسات نقد و بررسی با حضور فیلمسازان، نشست‌های تخصصی، اجرای زندهٔ موسیقی و بخش مسابقهٔ فیلم کوتاه می‌باشد. جشنواره بین‌المللی فیلم ملبورن در حال حاضر سه برنامهٔ مجزا برای فیلمسازان، پخش کننده‌ها و نمایندگان فروش در زمینهٔ تجارت فیلم برگزار می‌کند.